# Mikroassembler
Als Mikroassembler wird ein Hilfsmittel bezeichnet, welches in der Lage ist, aus lesbaren symbolhaften Schaltanweisungen eines Mikroprogramms binären Mikrocode zu generieren. Die Vorgehensweise ist analog zu der eines (Makro)assemblers, der aus lesbaren Makrodefinitionen und den Mnemonics eines Befehlssatzes ein Programm in Maschinencode übersetzt und zusammenstellt.
Da die Erstellung fehlerfreien Mikrocodes Detailwissen des zu programmierenden Mikroprogrammsteuer- und Rechenwerks benötigt, welches nicht immer frei verfügbar ist, werden Mikroassembler überwiegend bei der Herstellung mikroelektronisch programmierter Bauteile und der Programmierung derer Firmware eingesetzt, weniger zu privaten Zwecken. In der Lernsoftware Mikrocodesimulator MikroSim ist ein Mikroassembler in Form eines Mikrocode-Editors realisiert, der es gestattet, Mikrobefehle menügesteuert auf einfache Weise als Mikrocode zusammenzustellen.